# 4362 Carlisle
4362 Carlisle è un asteroide della fascia principale. Scoperto nel 1978, presenta un'orbita caratterizzata da un semiasse maggiore pari a 2,2382798 UA e da un'eccentricità di 0,1016454, inclinata di 4,71895° rispetto all'eclittica.